# Sergiño Dest
Sergiño Gianni Dest (n. 3 noiembrie 2000, Almere, Țările de Jos) este un fotbalist neerlandez și american, care joacă pe post de fundaș lateral la PSV în Eredivisie. Pe plan internațional, are prezențe la națională pentru SUA.
Născut în Olanda dintr-o mamă olandeză și un tată american, Dest a reprezentat Statele Unite la nivel internațional la nivel superior din 2019.

## Statistici carieră
La meciul jucat pe 21 martie 2021.
| Club          | Sezon         | Campionat      | Campionat | Campionat | Cupă    | Cupă   | Europa  | Europa | Altele  | Altele | Total   | Total  |
| Club          | Sezon         | Divizie        | Meciuri   | Goluri    | Meciuri | Goluri | Meciuri | Goluri | Meciuri | Goluri | Meciuri | Goluri |
| ------------- | ------------- | -------------- | --------- | --------- | ------- | ------ | ------- | ------ | ------- | ------ | ------- | ------ |
| Jong Ajax     | 2018–19       | Eerste Divisie | 17        | 1         | —       | —      | —       | —      | —       | —      | 17      | 1      |
| Jong Ajax     | 2019–20       | Eerste Divisie | 1         | 0         | —       | —      | —       | —      | —       | —      | 1       | 0      |
| Jong Ajax     | Total         | Total          | 18        | 1         | 0       | 0      | 0       | 0      | 0       | 0      | 18      | 1      |
| Ajax          | 2019–20       | Eredivisie     | 20        | 0         | 4       | 2      | 10      | 0      | 1       | 0      | 35      | 2      |
| Ajax          | 2020–21       | Eredivisie     | 3         | 0         | 0       | 0      | 0       | 0      | —       | —      | 3       | 0      |
| Ajax          | Total         | Total          | 23        | 0         | 4       | 2      | 10      | 0      | 1       | 0      | 38      | 2      |
| Barcelona     | 2020–21       | La Liga        | 22        | 2         | 2       | 0      | 7       | 1      | 1       | 0      | 32      | 3      |
| Total carieră | Total carieră | Total carieră  | 63        | 3         | 6       | 2      | 17      | 1      | 2       | 0      | 88      | 6      |

## Palmares
Ajax
- Johan Cruyff Shield: 2019[3]